# MORNING MUSIC MARKET
『MORNING MUSIC MARKET』（モーニング・ミュージック・マーケット）は、2018年11月1日から2019年10月31日までBackstage Caféで放送されていたラジオ番組。

## 概要
KKBOX Japanが運営するインターネットラジオ局「Backstage Café」の開局と同時にスタートした番組の一つ。パーソナリティにはInterFM897に出演経験のある加藤円夏、J-WAVE・FM yokohamaに出演経験のある落合隼亮を起用。また、番組ディレクターにはInterFM897でディレクターを務めている山本達也などを起用していた。
「Backstage Café」では全ての番組で再放送が実施されている一方、当番組は開始当初から番組終了まで一度も再放送が実施されなかった。そのため、一度聴き逃してしまうと、再度視聴する事が事実上は不可能だった。

## 放送時間
- 毎週月曜 - 金曜 8:00 - 10:00[3]

（実際には 8:01 - 10:02）

## パーソナリティ
- 加藤円夏（月曜・火曜、2018年11月5日 - 2019年10月29日）[3]
- 落合隼亮（水曜・木曜・金曜、2018年11月1日 - 2019年10月31日）[3][注釈 1]

### 代打
- ジョー横溝（2018年12月25日[5]・26日、2019年6月18日[6]）

## タイムテーブル
2019年10月現在のタイムテーブルであり、時間に関しては日によって変動する場合がある。
- 08:00 オープニング
- 08:20 Weekly Morning Mix
- 08:35 Today's is The Day
- 09:10 Classic&Jazz in The Morning
- 09:35 Recommend Record
- 09:58 エンディング

## コーナー
- Weekly Morning Mix
- Today's is The Day
- Classic&Jazz in The Morning

週替りでクラッシックとジャズの楽曲を毎日1曲ずつ紹介する。選曲はユニバーサル クラシックス＆ジャズの斉藤嘉久が担当し、彼の説明を冒頭に入れてから楽曲を流す。 
- Recommend Record

## エピソード
- インターネットラジオ局という特性上、スタッフ数・ラジオ機材など通常とは異なる部分も多く、機材トラブルが原因で遅れ開始・放送中断になる事が度々ある。この場合は遅れ開始でも放送時間の延長などは無く、放送されなかった時間帯のコーナーはそのまま中止となる。